# Davie Fulton
Pour les articles homonymes, voir Fulton.
Edmund Davie Fulton (10 mars 1916-22 mai 2000) est un juge et un homme politique canadien de la Colombie-Britannique. Il est député fédéral progressiste-conservateur de la circonscription britanno-colombienne de Kamloops de 1945 à 1963 et de 1965 à 1968.

## Biographie
Né à Kamloops en Colombie-Britannique, Fulton est le fils de Frederick John Fulton, député fédéral et provincial, et de Winnifred M. Davie, elle-même fille de Alexander Edmund Batson Davie, premier ministre de la Colombie-Britannique de 1887 à 1889. Il est le cadet d'une famille de 4 enfants et récipiendaire d'une bourse Rhodes.
Durant la Seconde Guerre mondiale, il sert comme commandant dans les Forces armées canadiennes dans la compagnie Platoon et commander avec The Seaforth Highlanders of Canada. Ensuite comme vice-assistant de l'adjudant-général avec le 1re Division du Canada d'infanterie durant des campagnes en Italie et dans le nord-ouest de l'Europe. Son frère, John Moose Fulton se distingue dans l'Aviation royale canadienne, mais est portée disparue en 1942. En 1944, l'aéroport de Kamloops est renommé Fulton Field.

## Politique
Rappelé de la guerre par le parti conservateur, il remporte l'élection fédérale de 1945 dans Kamloops.
En 1949, il introduit un projet de loi visant à criminaliser la publication, la distribution et la vente de bandes dessinées policières en raison du meurtre de deux adolescents au Yukon pour lequel il blâmait l'influence de ces comics que les meurtriers avaient lu.
Candidat lors de la Course à la direction du Parti progressiste-conservateur de 1956 (en), mais termine troisième derrière John Diefenbaker et Donald Fleming.
Lorsque Diefenbaker amène les Progressiste-conservateur au pouvoir en 1957, Fulton est nommé ministre de la Justice. En tant que ministre, il participe aux négociations concernant le rapatriement de la Constitution du Canada et au développement de la formule Fulton-Favreau. En 1962, il devient ministre des Travaux publics. Son cousin, Albert McPhillips (en), occupe le poste de secrétaire parlementaire du ministre des Pêches durant cette période.
Il démissionne du cabinet en 1963, quand il décide de prendre la direction du Parti conservateur de la Colombie-Britannique. Cependant, ses efforts pour relancer les tories sont un échec et il décide de revenir en politique fédérale à la faveur des élections de 1965.
Candidat lors de la Course à la direction du Parti progressiste-conservateur de 1967 (en), mais il termine à nouveau troisième derrière Robert Stanfield et Dufferin Roblin.
Défait lors des élections de 1968 dans Kamloops—Cariboo, il quitte la politique est retourne à la pratique du droit. En 1973, il devient juge à la Cour suprême de la Colombie-Britannique. Il y siège jusqu'en 1981. De 1986 à 1992, il sert comme commissaire de la Commission mixte internationale.
En 1992, il est fait officier de l'Ordre du Canada et meurt à Vancouver le 22 mai 2000.
Le fonds d'archives E. Davie Fulton est disponible à la Bibliothèque et Archives Canada.